# Kanton Saint-Lys
Der Kanton Saint-Lys war bis 2015 ein französischer Wahlkreis im Arrondissement Muret, im Département Haute-Garonne und in der Region Midi-Pyrénées; sein Hauptort war Saint-Lys. Der Vertreter im Generalrat des Départements war zuletzt von 2008 bis 2015 Pierre Duplanté (PS).

## Gemeinden
Der Kanton umfasste die Wahlberechtigten aus elf Gemeinden:
| Gemeinde                  | Einwohner Jahr | Fläche km² | Bevölkerungsdichte | Postleitzahl | Code INSEE |
| ------------------------- | -------------- | ---------- | ------------------ | ------------ | ---------- |
| Bonrepos-sur-Aussonnelle  | 1049 (2013)    | –          | – Einw./km²        | 31470        | 31075      |
| Bragayrac                 | 308 (2013)     | –          | – Einw./km²        | 31470        | 31087      |
| Cambernard                | 456 (2013)     | –          | – Einw./km²        | 31470        | 31101      |
| Empeaux                   | 249 (2013)     | –          | – Einw./km²        | 31470        | 31166      |
| Fonsorbes                 | 11786 (2013)   | –          | – Einw./km²        | 31470        | 31187      |
| Fontenilles               | 5189 (2013)    | –          | – Einw./km²        | 31470        | 31188      |
| Lamasquère                | 1418 (2013)    | –          | – Einw./km²        | 31600        | 31269      |
| Saiguède                  | 795 (2013)     | –          | – Einw./km²        | 31470        | 31466      |
| Sainte-Foy-de-Peyrolières | 2053 (2013)    | –          | – Einw./km²        | 31470        | 31481      |
| Saint-Lys                 | 8917 (2013)    | –          | – Einw./km²        | 31470        | 31499      |
| Saint-Thomas              | 555 (2013)     | –          | – Einw./km²        | 31470        | 31518      |

## Bevölkerungsentwicklung
| 1962 | 1968 | 1975 | 1982   | 1990   | 1999   | 2006   | 2011   |
| ---- | ---- | ---- | ------ | ------ | ------ | ------ | ------ |
| 4784 | 5367 | 8504 | 11.736 | 14.979 | 19.920 | 27.405 | 31.628 |